# Telepräsenz

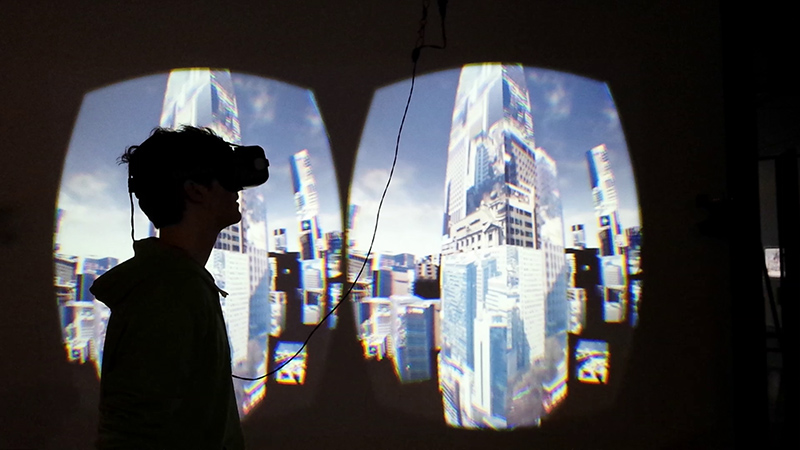
10.000 moving cities, Marc Lee, Telepräsenz-basierte Installation

Telepräsenz beschreibt den Zustand, sich in einer entfernten Umgebung anwesend zu fühlen. Je höher der Grad der Immersion, desto mehr fühlt sich der Benutzer in der entfernten Umgebung.

## Technische Umsetzung
Um das Gefühl der Anwesenheit in der entfernten Umgebung zu erreichen, wird der Benutzer in der Zielumgebung üblicherweise durch einen Teleoperator vertreten. Dieser repliziert die Kopfbewegungen des Benutzers und überträgt Kamerabilder aus Sicht des Teleoperators an den Benutzer. Diese Bilder werden dem Benutzer dann auf einem Head-Mounted Display angezeigt. Er nimmt also nur noch die entfernte Umgebung wahr und wird so in sie hineinversetzt. Weitere telepräsente Sinne, wie das Gehör, sind natürlich ebenso möglich.
Um dem Benutzer die Möglichkeit zur Manipulation der Zielumgebung zu geben, ist er zusätzlich häufig über ein haptisches Eingabegerät mit einem Roboterarm verbunden.
Der Begriff der Telepräsenz wird durch mehrere Anbieter digitaler Kommunikationssysteme in abgewandelter Bedeutung unter dem Begriff „Telepresence“ bereits dann verwendet, wenn durch Videokonferenz-telefonie in hoher Auflösung und einer Darstellung der Personen in nahezu Lebensgröße den Teilnehmern der Eindruck vermitteln wird, einander direkt gegenüber zu sitzen. Im bisher üblichen Sprachgebrauch grenzt sich die Telepräsenz jedoch durch Bewegungssensoren und Robotik von der Videotelefonie ab.

## Weiträumige Telepräsenz
Um weiträumige Bewegung und nicht nur Kopfbewegungen in der entfernten Umgebung zu ermöglichen, werden in der entfernten Umgebung mobile, z. B. radbasierte, Roboter eingesetzt. Meistens sitzt der Benutzer bei der Teleoperation und steuert die weiträumige Bewegung des Roboters über Eingabegeräte wie Joysticks.
Wenn der Benutzer die weiträumige Bewegung des Roboters allerdings durch eigene Bewegung, also Umhergehen, steuert, spricht man von weiträumiger Telepräsenz. Der Vorteil ist hier, dass die Tiefensensibilität der Bewegung mit der visuellen Wahrnehmung konsistent ist, was zum einen die Gefahr von Simulatorkrankheit verringert und zum anderen erlaubt, die natürliche Navigationsfähigkeit des Menschen zu nutzen.
Ein großes Problem ist dabei allerdings, dass die entfernte Umgebung üblicherweise deutlich größer ist als die tatsächliche Umgebung des Benutzers. Deshalb wurden Geräte wie ein zweidimensionales Laufband entwickelt, die dem Benutzer erlauben, in beschränktem Raum unendlich große Strecken zurückzulegen. Eine rein algorithmische Lösung für dieses Problem stellt die Bewegungskompression dar. Dabei wird der Benutzer ohne es zu bemerken auf einem, gegenüber der visuell wahrgenommenen Bahn, verkrümmten Pfad geführt. Der zurückgelegte Weg und Drehungen auf der Stelle bleiben dabei unverändert.

## Abgrenzung zu Telerobotik
Im Gegensatz zur Telerobotik liegt der Hauptaugenmerk bei der Telepräsenz auf der Vermittlung eines Präsenzeindrucks, der Benutzer soll sich also vor Ort fühlen. Das Ziel ist es dem Benutzer eine komplett transparente und damit auch intuitive Schnittstelle zur entfernten Umgebung zu bieten. Deshalb werden die Methoden der Telepräsenz häufig auch in Verbindung mit virtueller Realität eingesetzt.